# August Weismann
Pour les articles homonymes, voir Weismann.
Friedrich Leopold August Weismann, né le 17 janvier 1834 à Francfort-sur-le-Main et mort le 5 novembre 1914 à Fribourg-en-Brisgau, est un biologiste et médecin prussien.
Il est l'auteur de la théorie sur la continuité du plasma germinatif, laquelle implique que les caractères acquis par un individu ne peuvent se transmettre héréditairement.

## Biographie

### Jeunesse et études
Son père, Johann Konrad Weismann (1804-1880), professeur de lycée, avait étudié les langues anciennes et la théologie. Sa mère, Élise (1803-1850), est la fille d'un important responsable de la ville de Stade. Né le 17 janvier 1834 à Francfort-sur-le-Main, August Weismann reçoit une éducation bourgeoise typique du XIXe siècle : cours de musique à 4 ans, de dessin à 14 ans, au Frankfurter Städelschen Institut avec Jakob Becker (1800-1882). Son professeur de piano, collectionneur passionné de papillons, lui apprend à capturer des papillons de nuit et des chenilles. Mais, après le baccalauréat, August ne fait pas d'études de sciences naturelles, pour des raisons financières, et en raison du manque de perspectives professionnelles. Un ami de la famille, le chimiste Friedrich Wöhler (1800-1882) lui conseille des études de médecine. Weismann fait ses études à Göttingen jusqu'en 1856, grâce à une partie de l'héritage de sa mère. Après l'examen terminal, il rédige sa thèse sur la production d'acide hippurique dans le corps humain.

### Début de vie professionnelle, premiers travaux scientifiques
À la fin de ses études, il accepte aussitôt un poste d'assistant à la clinique municipale de Rostock. Il écrit deux articles, l'un sur l'acide hippurique chez les herbivores, l'autre sur la salinité de la Mer Baltique, pour lesquels il obtient deux prix, mais ce travail l'éloigne de son envie de devenir chimiste : la précision d'apothicaire lui manque.

Après un voyage d'études à Vienne, où il visite musées et cliniques, il passe son examen d'État de médecin et s'installe à Francfort. Pendant la guerre entre l'Autriche, la France et l'Italie en 1859, il sert dans l'armée comme médecin-chef. Après un séjour d'études à Paris, il étudie à l'université de Giessen auprès de Rudolf Leuckart de 1860 à 1861.
De 1861 à 1863, il est, à Francfort, au château Schaumburg, médecin personnel du Grand Duc Stephan, banni d'Autriche. 
De 1863 à 1912, il travaille à l'Institut Zoologique de l'Université de Fribourg-en-Brisgau, comme enseignant puis directeur.

## Weismann, le biologiste de l'évolution
Dans son premier travail, De la justification de la théorie de Darwin (1868), Weismann oppose la croyance en la Création séparée des espèces (doctrine biblique) à la théorie de l'évolution avec le résultat suivant : de nombreux faits biologiques s'interprètent aisément par la théorie de l'évolution, mais restent incompréhensibles si on les interprète comme résultats de la Création. À partir de ce travail, Weismann considère - comme les biologistes modernes - l'évolution comme un fait, qu'il rapproche des principes admis en astronomie, comme le modèle héliocentrique du système solaire. Weismann change de point de vue sur le rôle et le mécanisme fonctionnel de l'hérédité au cours de sa vie, en trois phases.

### De 1868 à 1882
D'abord, Weismann soutient des thèses très répandues parmi les biologistes du XIXe siècle. Comme Lamarck, puis Darwin, il explique la variabilité observable d'individus d'une espèce par l'hérédité des caractères. Il croit, comme il l'écrit en 1876, à « l'origine de transmutations (=changement des espèces) par influence directe de conditions de vie extérieures ». « Si l'on considère chaque variation comme réaction de l'organisme à des facteurs extérieurs, comme une déviation par rapport à la direction de développement héritée, il s'ensuit que sans un changement du monde extérieur, aucune évolution des formes d'organisme n'aurait pu avoir eu lieu.» Il utilise même la formule classique de Lamarck de « l'utilisation et l'inutilisation d'un organe ».

### De 1882 à 1895
Dans son exposé de 1883 sur l'hérédité, il écarte pour la première fois la transmission héréditaire des caractères acquis. Pour argumenter sa thèse, il choisit de nombreux exemples qu'il tente d'expliquer avec les deux thèses. Par exemple : Comment peut-on expliquer les adaptations spécifiques des différentes castes d'ouvrières et de soldats chez les fourmis, alors qu'elles ne se reproduisent jamais ? Avec la théorie sur la continuité du plasma germinatif, une explication est possible, ici l'utilisation et la non-utilisation ne peut pas en revanche expliquer le développement de certains caractères.

Weismann explique même avec la théorie sur la continuité du plasma germinatif — sans parvenir à convaincre ses contemporains — des  exemples que Darwin explique par l'utilisation et la non-utilisation, comme la dégénérescence des ailes et le développement des pattes chez les volailles domestiques.

#### La réfutation de l'hérédité des caractères acquis
L’expérience au cours de laquelle August Weismann a coupé la queue à des générations successives de souris, et toujours obtenu des souris à queue longue, est bien connue. Weismann sait que cette expérience n'est pas décisive:

« J’avoue franchement aussi que je n’ai entrepris ces expériences qu’à contre-cœur, parce que je ne pouvais espérer en obtenir autre chose que des résultats négatifs. Mais comme ces résultats, même négatifs, ne me semblaient pas complètement dépourvus de valeur pour la solution de la question pendante, et comme les nombreux défenseurs de l’hérédité des caractères acquis ne se disposaient pas à corroborer leur opinion par l’expérience, je m’imposai ce petit travail. [...]
Que prouvent ces expériences ? Réfutent-elles une fois pour toutes l’opinion de la possibilité de transmission des mutilations ? Certainement pas du premier coup. [...] On ne pourrait pas élever d’objection décisive, au point de vue théorique, si quelqu’un voulait soutenir que l’hérédité des mutilations a besoin de mille générations pour devenir visible, car nous ne pouvons pas évaluer a priori la force des influences capables de modifier le plasma germinatif, et nous ne pouvons apprendre que par l’expérience pendant combien de générations elles doivent agir avant de se manifester à l’extérieur. »

— Weismann, La prétendue transmission héréditaire des mutilations. Essais, 1892, p. 424-426.
Par ailleurs, il différencie les mutilations et les caractères acquis plus naturellement. On peut en effet objecter que les mutilations ne correspondent pas du tout aux modifications fonctionnelles acquises par l’animal dans la biologie de Lamarck (dans le cas de Darwin, c’est impossible à préciser dans le cadre de sa théorie de la pangenèse), puisque celles-ci, au contraire de celles-là, sont acquises activement par l’animal (pour Lamarck, le cou de la girafe s’allonge parce qu’elle l’étend elle-même en broutant les feuilles hautes, et non parce qu’un expérimentateur lui tire sur la tête).

« Je n’ai pas besoin de dire que le rejet de l’hérédité des mutilations ne tranche pas la question de l’hérédité des caractères acquis. Bien que pour moi-même je me confirme toujours plus dans cette idée que cette transmission n’a pas lieu, et que nous devons chercher à expliquer, sans recourir à cette hypothèse, les phénomènes que nous présente la transformation des espèces, je suis cependant très éloigné de regarder ce problème comme définitivement résolu par le fait de la possibilité de rejeter dans le domaine de la fable l’hérédité des mutilations. »

— Weismann, op. cit, p. 441.
La plus grande partie de l’argumentation de Weismann n’est pas destinée à prouver que les caractères acquis ne sont pas transmissibles, mais que les observations et les expériences qui sont avancées comme preuves de l’hérédité des caractères acquis ne sont pas recevables, ou sont interprétables d’une autre manière. Si Weismann ne se place pas à un niveau expérimental, c’est parce qu’il sait très bien qu’il est ici complètement inutile : la possibilité de prouver expérimentalement l’hérédité (ou la non-hérédité) des caractères acquis n’existe que sur le papier, et il y a quelque naïveté à imaginer que l’amputation de la queue des souris ou des chats a quelque chose à voir avec l’évolution des espèces. D’ailleurs Weismann écrit explicitement que c’est en partant d’un point de vue théorique qu’il a été amené à nier l’hérédité des caractères acquis. Il ne faut pas inverser les données : c’est en partant de la théorie du plasma germinatif que Weismann nie l’hérédité des caractères acquis ; ce n’est pas en partant d’une observation que les caractères acquis ne sont pas héréditaires qu’il élabore cette théorie du plasma germinatif.
S’il n’est évidemment pas possible de prouver que l’hérédité des caractères acquis n’existe pas (on ne peut prouver une inexistence que pour des processus simples), il y a théoriquement une possibilité de prouver son existence - il suffirait d’en trouver un exemple irréfutable -, mais cette possibilité reste très « théorique » ne serait-ce que par la définition des caractères acquis à prendre en considération.
Denis Noble dans La musique de la vie, au-delà du génome (éd. du Seuil, 2006) évoque quelques travaux en ce sens. Rejetant l’idée que les gènes constituent un « programme » régissant l’organisme, il voit plutôt le génome comme une « base de données » dans laquelle le métabolisme cellulaire puise pour la synthèse des protéines (idée émise également par Henri Atlan). À la « causalité ascendante », qui va du gène à l’organisme, communément admise aujourd’hui en biologie, il considère qu’il existe également une « causalité descendante », qui va de l’organisme aux gènes, sorte de rétro-action comme il est courant d’en voir dans les systèmes complexes. Cette dernière, selon des modalités qui restent à découvrir, pourrait produire des modifications du génome plus aisément et de manière plus adaptative que le hasard des mutations seul admis jusqu’ici.
Plus encore que l’hérédité de tel ou tel caractère acquis particulier, c’est la « continuité d’un processus physique à travers les générations » qui a n'a pas été prise en considération par le darwinisme, et c’est elle que Weismann a remplacée par la continuité du plasma germinatif (qui deviendra le génome au XXe siècle). Une continuité de substance est bien plus aisée à concevoir que la continuité d’un processus physique. C’est sans doute la principale raison de son adoption (même si ce n’est pas avoué).

### De 1896 à 1910
Weismann travaille sur le développement embryonnaire des œufs d'oursin, chez lesquels il observe diverses formes de la division cellulaire, la formation de la  plaque équatoriale et la méiose, et introduit ces concepts en biologie de la division cellulaire. 
Il défend  la théorie du plasma germinatif, selon laquelle les organismes pluricellulaires sont constitués de cellules germinales, contenant l'information héréditaire, et de cellules somatiques, effectuant les fonctions vitales. Les cellules germinales ne sont ni influencées par ce que le corps apprend, ni par n'importe quelles capacités qu'il acquiert au long de sa vie, et ne peuvent donc pas transmettre ces capacités à la génération suivante.
Cela entraîne la redécouverte de l'œuvre de Gregor Mendel
Il reçoit la médaille Darwin et la médaille d’argent Darwin-Wallace en 1908.

## Publications
- Observations sur l'origine des cellules sexuelles des hydroïdes, Masson, 1881, 37 p.
- Essais sur l'hérédité et la sélection naturelle, Reinwald, 1892, XII-541 p. Contient 11 études : "La Durée de la vie", 1882 ; "La Vie et la mort", 1884 ; "L'Hérédité", 1883 ; "La Continuité du plasma germinatif", 1885 ; "Les Globules polaires et l'hérédité", 1887 ; "La Reproduction sexuelle et sa signification pour la théorie de la sélection naturelle", 1886 ; "La Régression dans la nature", 1886 ; "La Prétendue hérédité des mutilations", 1889 ; "Sur quelques problèmes actuels", 1890 ; "La Musique chez les animaux et chez l'homme", 1889 ; "Prétendues preuves botaniques de l'hérédité des caractères acquis", 1888.